# Ɥ
Das Ɥ (kleingeschrieben ɥ) ist ein Buchstabe des lateinischen Schriftsystems. Der Kleinbuchstabe besteht aus einem gedrehten h, der Großbuchstabe wurde hingegen anhand des dadurch entstehenden Kleinbuchstaben erstellt, da das große H punktsymmetrisch ist. 
Der Kleinbuchstabe ɥ stellt im internationalen phonetischen Alphabet den stimmhaften labiopalatalen Approximanten dar. Der Großbuchstabe wird in einigen afrikanischen Sprachen wie dem Dan für denselben Laut verwendet.

## Darstellung auf dem Computer
Unicode enthält das Ɥ an den Codepunkten U+A78D (Großbuchstabe) und U+0265 (Kleinbuchstabe).